# Spathulibracon rugiventris
Spathulibracon rugiventris är en stekelart som först beskrevs av Günther Enderlein 1920.  Spathulibracon rugiventris ingår i släktet Spathulibracon och familjen bracksteklar. Inga underarter finns listade i Catalogue of Life.